# Oahu Railway and Land Company
| \| \| \| Honolulu HI \| \| \| \| \| Hafenbahn \| \| \| \| \| Iwilei HI \| \| \| \| \| Moanalua HI \| \| \| \| \| Puʻuloa HI \| \| \| \| \| Hālawa HI \| \| \| \| \| ʻAiea HI \| \| \| \| \| Kalauao HI \| \| \| \| \| Waiau HI \| \| \| \| \| Pearl City HI \| \| \| \| \| Waipiʻo HI \| \| \| \| \| Waipahu HI \| \| \| \| \| \| \| \| \| \| Hōʻaeʻae HI \| \| \| \| \| Honouliuli HI \| \| \| \| \| ʻEwa Mill HI \| \| \| \| \| Koʻolina HI (früher Gilbert) \| \| \| \| \| Waimanalo HI \| \| \| \| \| Nanakuli HI \| \| \| \| \| Anschluss zum Munitionslager (USN) \| \| \| \| \| Waiʻanae HI \| \| \| \| \| Dole Siding HI \| \| \| \| \| Anschluss Schofield Barracks (US-Army) \| \| \| \| \| Mākaha HI \| \| \| \| \| Wahiawā HI \| \| \| \| \| Mākua HI \| \| \| \| \| Brodie Junction (Abzweig Militärnotbahn) \| \| \| \| \| Halemanō HI \| \| \| \| \| Keawaʻula HI (früher Yokohama) \| \| \| \| \| Kaʻena Point HI \| \| \| \| \| Kawaihāpai HI \| \| \| \| \| Mokulēʻia HI \| \| \| \| \| Puʻuiki HI \| \| \| \| \| (Einmündung Militärnotbahn) \| \| \| \| \| Waialua HI \| \| \| \| \| Haleʻiwa HI \| \| \| \| \| Waimea HI \| \| \| \| \| Kahuku HI \| \| \| \| \| Strecke nach Kahana (ex KRY) \| \| |  |                                          |                                          |
| Kopfbahnhof Streckenanfang (Strecke außer Betrieb) |  | Honolulu HI                              | Honolulu HI                              |
| Abzweig geradeaus und nach links (Strecke außer Betrieb) |  | Hafenbahn                                | Hafenbahn                                |
| Bahnhof (Strecke außer Betrieb) |  | Iwilei HI                                | Iwilei HI                                |
| Bahnhof (Strecke außer Betrieb) |  | Moanalua HI                              | Moanalua HI                              |
| Bahnhof (Strecke außer Betrieb) |  | Puʻuloa HI                               | Puʻuloa HI                               |
| Bahnhof (Strecke außer Betrieb) |  | Hālawa HI                                | Hālawa HI                                |
| Bahnhof (Strecke außer Betrieb) |  | ʻAiea HI                                 | ʻAiea HI                                 |
| Bahnhof (Strecke außer Betrieb) |  | Kalauao HI                               | Kalauao HI                               |
| Bahnhof (Strecke außer Betrieb) |  | Waiau HI                                 | Waiau HI                                 |
| Bahnhof (Strecke außer Betrieb) |  | Pearl City HI                            | Pearl City HI                            |
| Bahnhof (Strecke außer Betrieb) |  | Waipiʻo HI                               | Waipiʻo HI                               |
| Bahnhof (Strecke außer Betrieb) |  | Waipahu HI                               | Waipahu HI                               |
| Strecke von links (außer Betrieb) · Abzweig geradeaus und nach rechts (Strecke außer Betrieb) |  |                                          |                                          |
| Strecke (außer Betrieb) · Bahnhof (Strecke außer Betrieb) |  | Hōʻaeʻae HI                              | Hōʻaeʻae HI                              |
| Strecke (außer Betrieb) · Bahnhof (Strecke außer Betrieb) |  | Honouliuli HI                            | Honouliuli HI                            |
| Strecke (außer Betrieb) · Kopfbahnhof Strecke bis hier außer Betrieb |  | ʻEwa Mill HI                             | ʻEwa Mill HI                             |
| Strecke (außer Betrieb) · Kopfbahnhof Strecke ab hier außer Betrieb |  | Koʻolina HI (früher Gilbert)             | Koʻolina HI (früher Gilbert)             |
| Strecke (außer Betrieb) · Bahnhof (Strecke außer Betrieb) |  | Waimanalo HI                             | Waimanalo HI                             |
| Strecke (außer Betrieb) · Bahnhof (Strecke außer Betrieb) |  | Nanakuli HI                              | Nanakuli HI                              |
| Strecke (außer Betrieb) · Abzweig geradeaus und nach rechts (Strecke außer Betrieb) |  | Anschluss zum Munitionslager (USN)       | Anschluss zum Munitionslager (USN)       |
| Strecke (außer Betrieb) · Bahnhof (Strecke außer Betrieb) |  | Waiʻanae HI                              | Waiʻanae HI                              |
| Dienststation / Betriebs- oder Güterbahnhof (Strecke außer Betrieb) · Strecke (außer Betrieb) |  | Dole Siding HI                           | Dole Siding HI                           |
| Abzweig geradeaus und nach links (Strecke außer Betrieb) · Strecke (außer Betrieb) |  | Anschluss Schofield Barracks (US-Army)   | Anschluss Schofield Barracks (US-Army)   |
| Strecke (außer Betrieb) · Bahnhof (Strecke außer Betrieb) |  | Mākaha HI                                | Mākaha HI                                |
| Bahnhof (Strecke außer Betrieb) · Strecke (außer Betrieb) |  | Wahiawā HI                               | Wahiawā HI                               |
| Strecke (außer Betrieb) · Bahnhof (Strecke außer Betrieb) |  | Mākua HI                                 | Mākua HI                                 |
| Strecke von links (außer Betrieb) · Abzweig geradeaus und nach rechts (Strecke außer Betrieb) · Strecke (außer Betrieb) |  | Brodie Junction (Abzweig Militärnotbahn) | Brodie Junction (Abzweig Militärnotbahn) |
| Kopfbahnhof Streckenende (Strecke außer Betrieb) · Strecke (außer Betrieb) · Strecke (außer Betrieb) |  | Halemanō HI                              | Halemanō HI                              |
| Strecke (außer Betrieb) · Bahnhof (Strecke außer Betrieb) |  | Keawaʻula HI (früher Yokohama)           | Keawaʻula HI (früher Yokohama)           |
| Strecke (außer Betrieb) · Bahnhof (Strecke außer Betrieb) |  | Kaʻena Point HI                          | Kaʻena Point HI                          |
| Strecke (außer Betrieb) · Bahnhof (Strecke außer Betrieb) |  | Kawaihāpai HI                            | Kawaihāpai HI                            |
| Strecke (außer Betrieb) · Bahnhof (Strecke außer Betrieb) |  | Mokulēʻia HI                             | Mokulēʻia HI                             |
| Strecke (außer Betrieb) · Bahnhof (Strecke außer Betrieb) |  | Puʻuiki HI                               | Puʻuiki HI                               |
| Strecke nach links (außer Betrieb) · Abzweig geradeaus und nach rechts (Strecke außer Betrieb) |  | (Einmündung Militärnotbahn)              | (Einmündung Militärnotbahn)              |
| Bahnhof (Strecke außer Betrieb) |  | Waialua HI                               | Waialua HI                               |
| Bahnhof (Strecke außer Betrieb) |  | Haleʻiwa HI                              | Haleʻiwa HI                              |
| Bahnhof (Strecke außer Betrieb) |  | Waimea HI                                | Waimea HI                                |
| Bahnhof (Strecke außer Betrieb) |  | Kahuku HI                                | Kahuku HI                                |
| Strecke (außer Betrieb) |  | Strecke nach Kahana (ex KRY)             | Strecke nach Kahana (ex KRY)             |

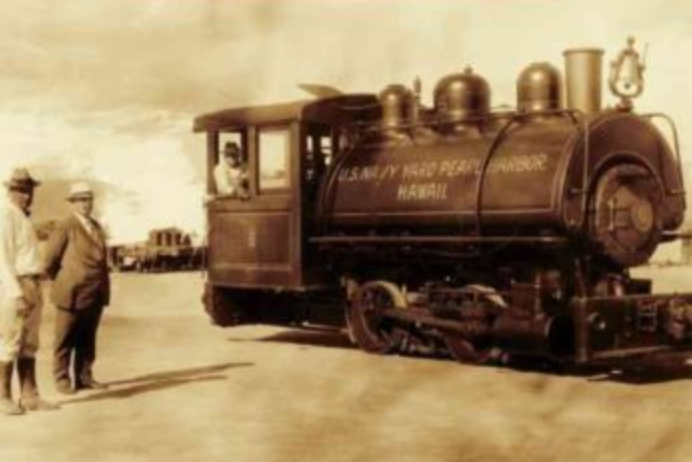
Dampflokomotive des U.S. Navy Yard, Pearl Harbour, Hawaii

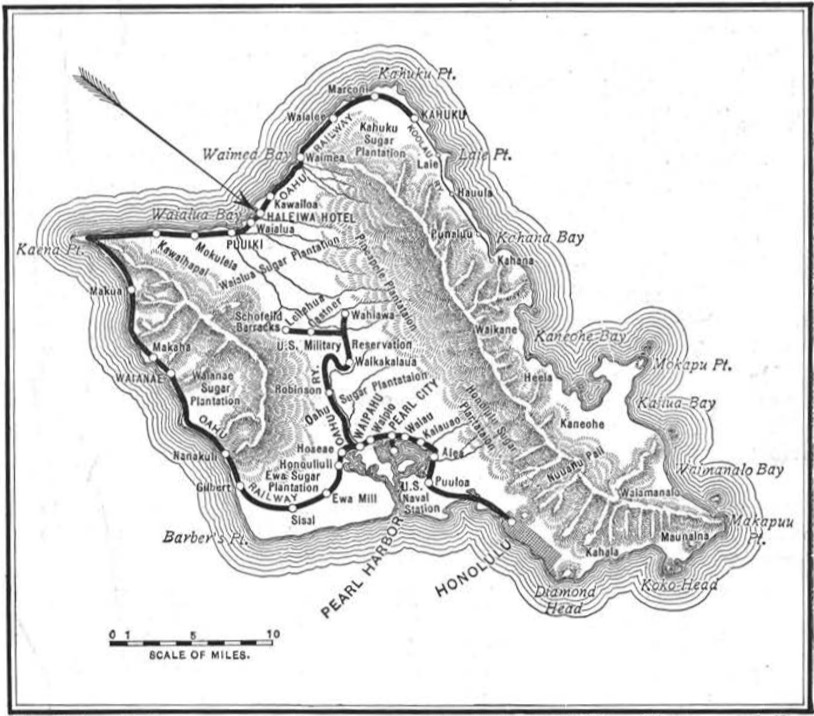
Die Eisenbahn verband 1919 wichtige Teile der Insel Oʻahu. Es gab täglich Züge nach Haleʻiwa (Pfeil) und durch das Ananasanbaugebiet bei Wahiawā.

Die Oahu Railway and Land Company (OR&L) ist eine ehemalige Eisenbahngesellschaft in Hawaii (Vereinigte Staaten). Sie betrieb ein Netz von Eisenbahnen in einer Spurweite von drei Fuß (914 mm) auf der Insel Oʻahu.

## Geschichte
Benjamin Franklin Dillingham gründete am 4. Februar 1889 die Gesellschaft, um eine Eisenbahn von Honolulu nach ʻEwa zu bauen. Die Konzession hierfür hatte er am 11. September 1888 von König Kalākaua erhalten. Die Strecke ging am 16. November 1889 bis ʻAiea in Betrieb. Am 1. Januar 1890 war Pearl City erreicht. Die Verlängerung nach ʻEwa wurde im Mai 1890 eröffnet. Am 4. Juli 1895 erreichte der Schienenstrang Waiʻanae an der Westküste der Insel und am 1. Juni 1898 bereits Haleʻiwa an der Nordküste, wo Dillingham ein Hotel baute. Ab dieser Zeit wurde die Strecke auch im Personenverkehr betrieben. Der Haleʻiwa Limited benötigte für die Strecke von Honolulu nach Haleʻiwa lediglich zwei Stunden. Am 28. Dezember 1898 war die 115 Kilometer lange Hauptstrecke Honolulu–Kahuku fertiggestellt und in Betrieb. Im Jahre 1906 kam noch eine 17 Kilometer lange Zweigstrecke von Waipahu nach Wahiawā hinzu, die auch Anschluss an die Schofield Barracks, eine wichtige Kaserne der US Army herstellte. Haupttransportgüter waren neben Fahrgästen Zucker und Ananas, aber es wurde auch Stückgut befördert.
Ende Juni 1910 befanden sich 16 Lokomotiven, 25 Personenwagen, vier kombinierte Personen-, Post- und Gepäckwagen, zwei Salonwagen, drei Gepäckwagen, 152 geschlossene, 86 flache Güterwagen, drei Materialwagen, 37 Kohlewagen, 32 Tankwagen sowie acht Arbeitswagen in Besitz der Bahngesellschaft. Im Geschäftsjahr 1909/10 wurden 617.719 Passagiere und 531.751 Tonnen Güter transportiert.
1921 wurde die Strecke von Honolulu bis Waipahu Junction zweigleisig ausgebaut und mit automatischen Blocksignalen ausgestattet. Während des Zweiten Weltkrieges baute die US Army eine 17 Kilometer lange Verbindungsstrecke von Wahiawā bis nach Puʻuiki an der Nordküste sowie einen Zweig nach Halemano. Dies war nach dem japanischen Angriff auf Pearl Harbor nötig geworden, da die Küstenstrecke für Angriffe anfällig war und die Bahn dringend für den Transport von Soldaten und militärischen Gütern benötigt wurde. In Halemano befand sich ein Depot der Armee. Außerdem entstand ein sechs Kilometer langer Armeeanschluss von Nanakuli aus, um einen Munitionsbunker bei Lualualei anzubinden. Um den starken Beförderungsbedarf zu decken, erwarb die Bahn gebrauchte Wagen verschiedener Bahnen vom Festland der USA, unter anderem von der Boston, Revere Beach and Lynn Railroad in Massachusetts.
Am 1. April 1946 zerstörte ein Tsunami weite Teile der Nordküste der Insel, darunter auch die Bahnstrecke. Zwar baute man die Strecke wieder auf, der generell schlechte Zustand der Gleise und Wagen führte jedoch dazu, dass am 31. Dezember 1947 der Verkehr eingestellt wurde und die Strecken weitgehend abgebaut wurden. Lediglich der zweigleisige Abschnitt der Hauptstrecke von Honolulu bis Kahili blieb als Güteranschlussbahn in Betrieb. Außerdem führte die US Navy unregelmäßig Munitionstransporte vom Munitionslager bei Nanakuli bis Pearl City durch. 1961 wurde die Bahngesellschaft in Oahu Railway and Terminal Warehouse Company umgegründet. Im darauffolgenden Jahr endete der Verkehr nach Kahili und lediglich 16 Kilometer Gleise im Großraum Honolulu blieben als Rangiergleise noch bis 1972 in Betrieb. 1970 endeten auch die Militärtransporte über die Schiene.
1970 gründeten Eisenbahnfans die Hawaiian Railway Society und erwarben einen Teil der Militärstrecke. Am 1. Dezember 1975 wurde die Strecke Ewa Mill–Nanakuli in das National Register of Historic Places (dt. Landesregister für historische Orte) eingetragen. In Betrieb befindet sich nur der Abschnitt Ewa Mill–Kahe Point, jedoch ist geplant, den Betrieb bis Nanakuli auszudehnen.